# Guglielmo da Fogliano

Stemma dei Da Fogliano.

Guglielmo da Fogliano (Reggio Emilia, 1220 circa – Reggio Emilia, 27 agosto 1283) è stato un vescovo cattolico italiano.

## Biografia
Figlio probabilmente di Ugolino I, quindi nipote di Guido I da Fogliano, e per parte della moglie di questi imparentato con Sinibaldo Fieschi, che divenne Papa col nome di Innocenzo IV, si hanno notizie di lui dal momento della sua elezione a vescovo di Reggio.
In quel momento, nel 1243, sorsero importanti contese: alcuni elettori votarono per Guido Albriconi o Guicciolo degli Albriconi altri invece nominarono Guglielmo. Dopo molte dispute, prevalse il secondo, grazie anche alla sua parentela con Innocenzo IV.
Il re Enzo di Svevia, figlio naturale dell'imperatore Federico II, occupò per reazione il palazzo vescovile e non gli permise di prenderne possesso. Nel 1250 si trovava ancora in esilio a Mantova. Ritornò a Reggio solo nel 1253. Nel 1261 partecipò al concilio di Ravenna. Nel 1274 ricevette la richiesta da papa Gregorio X di indicare le persone che avrebbero partecipato al Concilio di Lione. Al rientro in Italia accolse il Papa a Reggio. Nel 1277 fece costruire le mura e diversi edifici di Albinea.
Morì nel 1283 e venne sepolto nel duomo di Reggio Emilia.